# Ouvert contre X
Pour plus de détails, voir Fiche technique et Distribution.
Ouvert contre X est un film français réalisé par Richard Pottier, sorti en 1952.

## Synopsis
Paul Dorgères, un riche industriel qui s'est fait beaucoup d'ennemis, est retrouvé assassiné. L'inspecteur principal Bonnardel, efficacement secondé par les inspecteurs Richard et Sylvestre, mène l'enquête.

## Fiche technique
- Titre : Ouvert contre X
- Réalisation : Richard Pottier, assisté de Gérard Ducaux-Rupp
- Scénario : René Floriot
- Adaptation et dialogues : Marc-Gilbert Sauvajon
- Décors : Lucien Carré
- Photographie : Maurice Barry
- Son : Fernand Janisse
- Montage : Jean Feyte
- Musique : Marc Lanjean
- Maquillage : René Daudin
- Script-girl : Régine Hernou
- Sociétés de production : Société Nouvelle des Établissements Gaumont ;  Cinéphonic ; Société Générale de Gestion Cinématographique
- Producteurs : Alain Poiré, François Chavane, Marius Franay, Jean Le Duc
- Société de distribution : Gaumont Cinemaphonic
- Visa de contrôle cinématographique no 12.140 (Tous publics)
- Pays de production :  France
- Format : Noir et blanc - 1,37:1 - 35 mm - Son mono
- Genre : Film dramatique
- Durée : 100 minutes (1 h 40)
- Date de sortie : 
  - France : 11 juin 1952

## Distribution
- Yves Deniaud : l'inspecteur-chef Bonnardel
- Yves Vincent : l'inspecteur Richard
- Robert Dalban : l'inspecteur Sylvestre
- Elina Labourdette : Catherine Villard
- Henri Crémieux : Phalempeau
- Jean Debucourt : maître Landry, l'avocat de Catherine
- Marie Déa : Mme Lemesle
- Marcel André : le médecin légiste
- Charles Dechamps : le juge d'instruction Ferrand
- Henri Nassiet : Raoul Dorgères, le riche industriel assassiné
- Maria Riquelme : Étiennette, la concierge
- Guy Decomble : le concierge, époux d'Étiennette
- Jacqueline Huet : la vendeuse de parures de bureau
- Madeleine Barbulée : la voisine de Catherine Villard
- Marthe Mercadier : la détenue manucure
- Odette Barencey : la détenue âgée qui propose un alibi à Catherine
- Michel Etcheverry : Bertrand Moal, le secrétaire de Dorgères
- Fernand René : André Dugolin, le tailleur
- Myriam Bru : Jacqueline, la nièce du tailleur
- Nadine Tallier : 	Amélie, la soubrette des Lemesle
- Charles Vissières : le détective Henri Bouteiller
- Marcel Delaître : le commissaire
- Jean Barrère : Pierre, l'amoureux de Catherine
- André Dumas : Chauveau, l'assistant de maître Landry
- Robert Lussac : M. Lemesle
- Julien Maffre : l'hôtelier à Marseille
- Paul Villé : le maître d'hôtel de Dorgères
- Zélie Yzelle : la cuisinière de Dorgères
- Jacques Morlaine : un journaliste
- Olivier Hussenot
- René Dupuy
- Ernest Varial

## À noter
- Le film a été tourné du 11 février 1952 au 20 mars 1952 à Paris et aux Studios de Saint-Maurice